# قائمة الغارديان لأفضل مئة رواية
قائمة الغارديان لأفضل 100 رواية، هي قائمة وضعها روبرت ماكروم لأفضل مائة رواية باللغة الإنجليزية لصالح الغارديان.

## القائمة
1. رحلة الحاج - جون بنيان (1678)
2. روبنسون كروزو - دانييل ديفو (1719)
3. رحلات غوليفر - جوناثان سويفت (1726)
4. كلاريسا - صمويل ريتشاردسون (1748)
5. تاريخ توم جونز اللقيط - هنري فيلدنغ (1749)
6. حياة وآراء تريسترام شاندي، جنتلمان - لورنس ستيرن (1759)
7. إيما - جاين أوستن (1816)
8. فرانكنشتاين - ماري شيلي (1818)
9. دير الكوابيس - توماس لوف بيكوك (1818)
10. حكاية آرثر غوردن بيم من نانتاكيت - إدغار آلان بو (1838)
11. سيبيل - بينجامين دزرائيلي (1845)
12. جين أير - شارلوت برونتي (1847)
13. مرتفعات ويذرنغ - إيميلي برونتي (1847)
14. سوق الأضاليل - وليم ثاكري (1848)
15. ديفيد كوبرفيلد - تشارلز ديكنز (1850)
16. الحرف القرمزي - ناثانيال هاوثورن (1850)
17. موبي ديك - هرمان ملفيل (1851)
18. أليس في بلاد العجائب - لويس كارول (1865)
19. حجر القمر - ويلكي كولينز (1868)
20. نساء صغيرات - لويزا ماي ألكوت (1868-9)
21. مدل مارش - جورج إليوت (1871-2)
22. الطريقة التي نعيش بها الآن - آنثوني ترولوب (1875)
23. مغامرات هكلبيري فين - مارك توين (1884/5)
24. المخطوف - روبرت لويس ستيفنسون (1886)
25. ثلاثة رجال في قارب - جيروم كلابكا جيروم (1889)
26. علامة الأربعة - آرثر كونان دويل (1890)
27. صورة دوريان غراي - أوسكار وايلد (1891)
28. شارع اليرقة الجديد - جورج غيسينغ (1891)
29. جود الغامض - توماس هاردي (1895)
30. شارة الشجاعة الحمراء - ستيفن كرين (1895)
31. دراكولا - برام ستوكر (1897)
32. قلب الظلام - جوزيف كونراد (1899)
33. الأخت كاري - ثيودور درايزر (1900)
34. كيم - روديارد كبلينغ (1901)
35. نداء البرية - جاك لندن (1903)
36. كوز الذهب - هنري جيمس (1904)
37. هادريان السابع - فريدريك رولف (1904)
38. الريح في الصفصاف - كينيث غراهام (1908)
39. تاريخ السيد بولي - هربرت جورج ويلز (1910)
40. زليخا دوبسون - ماكس بيربوم (1911)
41. الجندي الطيب - فورد مادوكس فورد (1915)
42. الدرجات التسع والثلاثون - جون بوشان (1915)
43. قوس قزح - ديفيد هربرت لورانس (1915)
44. عن عبودية الإنسان - سومرست موم (1915)
45. عصر البراءة - إديث وارتون (1920)
46. عوليس - جيمس جويس (1922)
47. بابيت - سنكلير لويس (1922)
48. الطريق إلى الهند - إي. إم. فورستر (1924)
49. السادة يفضلون الشقراوات - أنيتا لوس (1925)
50. السيدة دالواي - فيرجينيا وولف (1925)
51. غاتسبي العظيم - فرنسيس سكوت فيتسجيرالد (1925)
52. لولي ويلويز - سلفيا تاونسيند وارنر (1926)
53. ثم تشرق الشمس - إرنست همينغوي (1926)
54. الصقر المالطي - داشييل هاميت (1929)
55. از اي لاي دايينغ - ويليام فوكنر (1930)
56. عالم جديد شجاع - ألدوس هكسلي (1932)
57. مزرعة باردة مريحة - ستيلا غيبونس (1932)
58. Nineteen Nineteen - جون دوس باسوس (1932)
59. مدار السرطان - هنري ميلر (1934)
60. سكووب - إيفلين ووه (1938)
61. ميرفي - صمويل بيكيت (1938)
62. السبات العميق - رايموند تشاندلر (1939)
63. Party Going - هنري غرين (1939)
64. سباحة طائرين - Flann O’Brien (1939)
65. عناقيد الغضب - جون ستاينبيك (1939)
66. فرح في الصباح - بي جي وودهاوس (1946)
67. جميع رجال الملك - روبرت بن وارن (1946)
68. تحت البركان - كالكولم لوري (1947)
69. قلب اليوم - إليزابيث بوين (1948)
70. 1984 - جورج أورويل (1949)
71. في نهاية الأمر - غراهام غرين (1951)
72. الحارس في حقل الشوفان - جيروم ديفيد سالينجر (1951)
73. مغامرات أوجي مارش - سول بيلو (1953)
74. أمير الذباب - ويليام غولدنغ (1954)
75. لوليتا - فلاديمير نابوكوف (1955)
76. على الطريق - جاك كيروك (1957)
77. Voss - باتريك وايت (1957)
78. أن تقتل طائرا بريئا - هاربر لي (1960)
79. دافع الآنسة جان برودي - موريل سبارك (1960)
80. كاتش-22 - جوزيف هيلر (1961)
81. دفتر الملاحظات الذهبي - دوريس ليسينغ (1962)
82. برتقالة آلية - أنتوني برجس (1962)
83. رجل وحيد (فيلم) - كريستوفر إشيروود (1964)
84. بدم بارد - ترومان كابوتي (1966)
85. جرة الجرس - سيلفيا بلاث (1966)
86. شكوى بورتنوي - فيليب روث (1969)
87. السيدة بالفري في كليرمونت - إليزابيث تايلور (1971)
88. أرنب مسترجع - جون أبدايك (1971)
89. سفر نشيد الأنشاد - توني موريسون (1977)
90. منعطف في النهر - فيديادر سوراجبراساد نيبول (1979)
91. أطفال منتصف الليل - سلمان رشدي (1981)
92. تدبير منزلي - مارلين روبنسون (1981)
93. مال: ملاحظة انتحار - مارتن أميس (1984)
94. فنان العالم العائم - كازوو إيشيغيرو (1986)
95. بداية ربيع - بينلوبي فيتزغيرالد (1988)
96. دروس التنفس - آن تايلور (1988)
97. بين النساء - جون ماكغاهيرن (1990)
98. عالم سفلي - دون ديليلو (1997)
99. عار - جون ماكسويل كويتزي (1999)
100. التاريخ الحقيقي لعصابة كيلي - بيتر كاري (2000)

## وصلات خارجية
- القائمة الكاملة